# Gniewczyce
Gniewczyce (biał. Гнеўчыцы, Hnieuczycy; ros. Гневчицы, Gniewczicy) – wieś na Białorusi, w obwodzie brzeskim, w rejonie janowskim, w sielsowiecie Rudzk, nad Kanałem Dniepr-Bug (Królewskim).

## Historia
W Rzeczypospolitej Obojga Narodów leżały w województwie brzeskolitewskim, w powiecie pińskim. Do 1781 własność Bułhaków. W XIX i w początkach XX w. położona była w Rosji, w guberni mińskiej, w powiecie kobryńskim, w gminie Odryżyn.
W dwudziestoleciu międzywojennym leżały w Polsce, w województwie poleskim, w powiecie drohickim, w gminie Janów. W 1921 miejscowość liczyła 414 mieszkańców, zamieszkałych w 87 budynkach, w tym 336 tutejszych i 78 Białorusinów. Wszyscy oni byli wyznania prawosławnego.
Po II wojnie światowej w granicach Związku Radzieckiego. Od 1991 w niepodległej Białorusi.

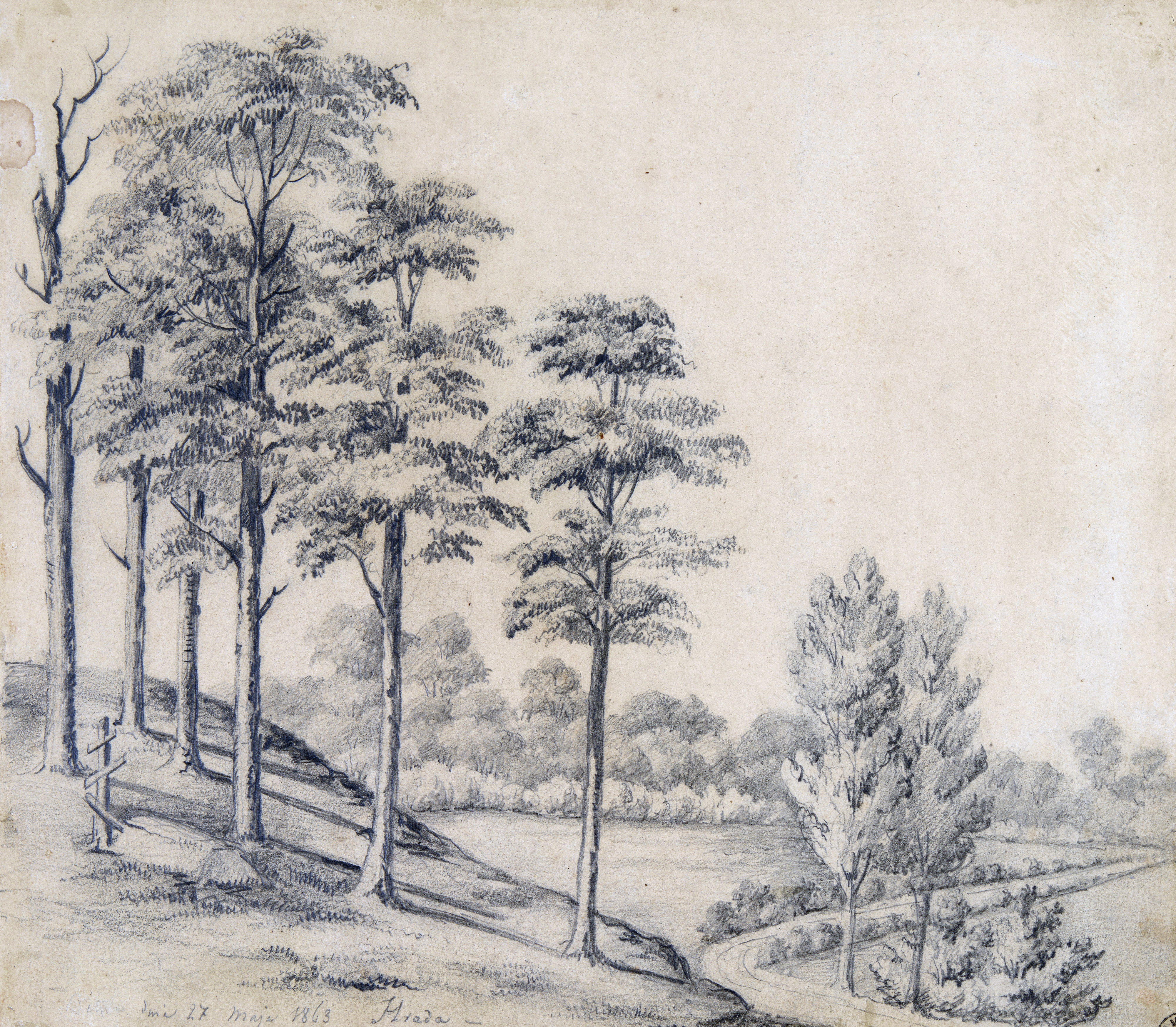
Gniewczyce na rysunku Napoleona Ordy